# Skeletons
Skeletons — третий студийный альбом американской хоррор-панк-группы Wednesday 13, вышедший в 2008 году.

## Об альбоме
Wednesday 13 снова меняет лейбл - им становится DR2 Records. Он сказал по поводу этого, что
встречался с представителями различных лейблов и должен убедиться в том, что сделал правильный выбор, и что хочет дать новой звукозаписывающей компании столько времени, сколько потребуется. Новый альбом для музыканта стал очень личным - в нём было и пристрастии к алкоголю, и о длительной депрессии.
Закончив запись альбома "Skeletons" 9 сентября 2007, на следующий день, возвращаясь домой с репетиции, в подготовке к предстоящему туру Bourbon Crow, Wednesday 13 попал в аварию. По сообщениям, от удара у музыканта была сломана ключица и появилась трещина в лодыжке.

## Список композиций
1. "Scream Baby Scream" – 4:01
2. "Not Another Teenage Anthem" – 3:54
3. "Gimmie Gimmie Bloodshed" – 2:23
4. "From Here to the Hearse" – 3:45
5. "Put Your Death Mask on" – 3:54
6. "Skeletons" – 4:53
7. "My Demise" – 4:10
8. "With Friends Like These" – 3:04
9. "No Rabbit in the Hat" – 3:14
10. "All American Massacre" – 3:11
11. "Dead Carolina" – 3:52

## Участники записи
- Wednesday 13 - вокал, гитара
- Nate Manor - бас
- Racci Shay - ударные
- Джэйми Хуверс - фортепьяно